# Paralepistemon shirensis
Paralepistemon shirensis là một loài thực vật có hoa trong họ Bìm bìm. Loài này được (Oliv.) Lejoly & Lisowski mô tả khoa học đầu tiên năm 1986.